# Irvillac
Irvillac é uma comuna francesa na região administrativa da Bretanha, no departamento de Finistère. Estende-se por uma área de 29.60 km². Em 2010 a comuna tinha 1 464 habitantes (densidade: 49,5 hab./km²).